# Szlak wodny Graniczna-Trzebiocha
Szlak wodny Graniczna-Trzebiocha – szlak wodnych spływów kajakowych na Kaszubach w powiecie kościerskim łączący akwen jeziora Garczyn ze szlakiem wodnym rzeki Wdy i z akwenem Wdzydze. Łączna długość szlaku wraz z odnogami prowadzącymi na akweny jezior Wieprznickiego i Osuszyno wynosi 21 kilometrów.

## Przebieg szlaku
- Jezioro Wieprznickie
- Jezioro Garczyn
- rzeka Graniczna
- Jezioro Graniczne
- rzeka Graniczna
- Jezioro Sudomie
- Jezioro Mielnica
  - Jezioro Osuszyno
- Jezioro Żołnowo
- rzeka Trzebiocha (od Grzybowskiego Młyna objęta rezerwatem Wda - Trzebiocha w obrębie Wdzydzkiego Parku Krajobrazowego).

## Miejscowości na szlaku
- Fingrowa Huta
- Garczyn
- Łubiana
- Sycowa Huta
- Grzybowo
- Grzybowski Młyn